# まんてんサンデーズ
まんてんサンデーズは、FMヨコハマで放送されているラジオ番組である。キャッチコピーは、「ぼくたちみんな、まんてんサンデーズ！」。

## DJ
- NOLOV（ノルオブ、JABBA DA FOOTBALL CLUB）

番組内では、投稿等を中心に「だいちゃん」と呼ばれることも多い。これは、NOLOVの本名の一部がその由来であり、彼本人にも公認されている。きっかけは、番組の初回放送（2021年4月4日）後半、NOLOVの両親が電話等でサプライズ出演し、テンパり涙ぐむ彼をよそにその愛称である「だいちゃん」が繰り返し用いられたことによる。その後、Twitterやメールでは「だいちゃん」等の呼びかけが多く寄せられることとなり、早くも第2回放送（2021年4月11日）で、NOLOV本人の口から「もう、諦めました（笑）」とその使用が認められることとなった。

## タイムテーブル
2022年4月現在。時間はいずれも日本標準時（JST）。
10時台
- 10:00 10時台オープニング
- 10:27 Fm yokohama TRAFFIC REPORT
- 10:35 Fm yokohama NEWS & WEATHER
- 10:40 子供のど自慢　歌って答えて、まんてんクイズ！
- 10:48 Fm yokohama TRAFFIC REPORT
- 10:50 - 11:00 【箱番組】いいものテンミニッツ！

11時台
- 11:00 11時台オープニング・こども名言事典
- 11:20 スクールデイズ　サンデーズ
- 11:28 Fm yokohama TRAFFIC REPORT
- 11:38 Fm yokohama NEWS & WEATHER
- 11:43 エンディング

## コーナー等

### 現在のコーナー
- メッセージテーマ（2021年4月4日 - ）

週替わりでメッセージテーマが設けられており、番組の大部分はこの投稿メールが中心となって進行される。当日のメッセージ紹介は、スクールデイズサンデーズ開始前の時間帯をもって終了する。
- 代読リクエスト（2021年4月4日 - ）

誰かに伝えたいメッセージと曲のリクエストが紹介されるコーナーである。NOLOVがリスナー本人に代わり、それを読み上げ、リクエストがかけられている。概ね、10時台と11時台に1つずつ紹介されている。
- 子供のど自慢　歌って答えて、まんてんクイズ！（2021年5月23日 - ）

番組ディレクターが未就学児の娘に歌わせている、その曲が何であるかを答えるというリスナー参加型電話企画である。そのジャンルは、新旧洋邦問わず、様々である。その音声を聴く機会と解答の機会はそれぞれ2回とされる。正解したリスナーにはAmazon商品券1000円分が贈られている。
- こども名言事典（2021年11月21日 - ）

- スクールデイズ　サンデーズ（2021年4月4日 - ）

「慣れ親しんだ母校の校歌を聴きながら、リスナーの思い出とつながる」コーナーとアナウンスされ、神奈川県内の小中学校の校歌が紹介されている。簡単な学校紹介のほか、在校生や卒業生その他関係者からのメッセージも募集されており、それらの投稿が紹介された後、実際に校歌が放送される。コーナーの最後には、翌週に放送予定の学校が発表され、放送した学校によっては、（スタッフ情報として）翌月曜日の給食が紹介されることもある。
| 放送回 (放送年月日)     | 小・中学校名           | 所在地                                | 備考                                                          |
| ----------------------- | ---------------------- | ------------------------------------- | ------------------------------------------------------------- |
| 第1回 (2021年4月4日)    | 横浜市立下野庭小学校   | 横浜市港南区野庭町602番地             |                                                               |
| 第2回 (2021年4月11日)   | 海老名市立杉久保小学校 | 海老名市杉久保北四丁目4番1号          |                                                               |
| 第3回 (2021年4月18日)   | 横浜市立矢部小学校     | 横浜市戸塚区矢部町1698番地            |                                                               |
| 第4回 (2021年4月25日)   | 逗子市立久木中学校     | 逗子市久木七丁目2番1号                |                                                               |
| 第5回 (2021年5月2日)    | 藤沢市立片瀬小学校     | 藤沢市片瀬二丁目14番29号              |                                                               |
| 第6回 (2021年5月9日)    | 川崎市立川崎小学校     | 川崎市川崎区日進町20番1号             |                                                               |
| 第7回 (2021年5月16日)   | 小田原市立鴨宮中学校   | 小田原市鴨宮547番地                   |                                                               |
| 第8回 (2021年5月23日)   | 横浜市立藤が丘小学校   | 横浜市青葉区藤が丘二丁目30番3号       |                                                               |
| 第9回 (2021年5月30日)   | 相模原市立橋本小学校   | 相模原市緑区橋本一丁目12番20号        |                                                               |
| 第10回 (2021年6月6日)   | 横浜市立駒林小学校     | 横浜市港北区日吉本町二丁目51番1号     |                                                               |
| 第11回 (2021年6月13日)  | 横浜市立東小学校       | 横浜市西区東ケ丘59番地                |                                                               |
| 第12回 (2021年6月20日)  | 横浜市立中村小学校     | 横浜市南区中村町四丁目269番1号        |                                                               |
| 第13回 (2021年6月27日)  | 横浜市立藤塚小学校     | 横浜市保土ケ谷区新桜ケ丘一丁目22番1号 |                                                               |
| 第14回 (2021年7月4日)   | 藤沢市立六会小学校     | 藤沢市亀井野550番地                   |                                                               |
| 第15回 (2021年7月11日)  | 相模原市立谷口台小学校 | 相模原市南区文京二丁目12番1号         |                                                               |
| 第16回 (2021年7月18日)  | 横浜市立原小学校       | 横浜市瀬谷区阿久和東四丁目33番1号     |                                                               |
| 第17回 (2021年7月25日)  | 小田原市立三の丸小学校 | 小田原市本町一丁目12番49号            |                                                               |
| 第18回 (2021年8月1日)   | 横浜市立寺尾小学校     | 横浜市鶴見区東寺尾五丁目19番1号       |                                                               |
| 第19回 (2021年8月8日)   | 川崎市立渡田中学校     | 川崎市川崎区渡田向町11番1号           | 当日の公開生放送のゲストであるアルコ&ピース酒井健太の出身母校 |
| 第20回 (2021年8月15日)  | 川崎市立小倉小学校     | 川崎市幸区小倉二丁目20番1号           |                                                               |
| 第21回 (2021年8月22日)  | 横浜市立中尾小学校     | 横浜市旭区中尾一丁目8番1号            |                                                               |
| 第22回 (2021年8月29日)  | 藤沢市立長後小学校     | 藤沢市長後770番地                     |                                                               |
| 第23回 (2021年9月5日)   | 横浜市立いずみ野小学校 | 横浜市泉区和泉町6211番地              |                                                               |
| 第24回 (2021年9月12日)  | 旧・箱根町立温泉小学校 | （2008年3月末閉校）                   |                                                               |
| 第25回 (2021年9月19日)  | 鎌倉市立岩瀬中学校     | 鎌倉市岩瀬840番地                     |                                                               |
| 第26回 (2021年9月26日)  | 学校法人森村学園       | 横浜市緑区長津田2695番地              |                                                               |
| 第27回 (2021年10月3日)  | 小田原市立芦子小学校   | 小田原市扇町一丁目37番7号             |                                                               |
| 第28回 (2021年10月10日) | 横浜市立中沢小学校     | 横浜市旭区中沢三丁目25番1号           |                                                               |
| 第29回 (2021年10月17日) | 秦野市立北小学校       | 秦野市菩提380番地                     |                                                               |
| 第30回 (2021年10月24日) | 三浦市立初声小学校     | 三浦市初声町下宮田3728番地            |                                                               |
| 第31回 (2021年10月31日) | 平塚市立金目中学校     | 平塚市南金目1013番地2号               |                                                               |
| 第32回 (2021年11月7日)  | 茅ヶ崎市立東海岸小学校 | 茅ヶ崎市東海岸南四丁目10番1号         |                                                               |
| 第33回 (2021年11月14日) | 伊勢原市立伊勢原中学校 | 伊勢原市桜台四丁目2番1号              |                                                               |
| 第34回 (2021年11月21日) | 横浜市立東俣野小学校   | 横浜市戸塚区東俣野町1103番1号         |                                                               |
| 第35回 (2021年11月28日) | 藤沢市立大鋸小学校     | 藤沢市大鋸1020番地                    |                                                               |
| 第36回 (2021年12月5日)  | 横浜市立岩崎小学校     | 横浜市保土ケ谷区岩崎町22番1号         |                                                               |
| 第37回 (2021年12月12日) | 川崎市立稗原小学校     | 川崎市宮前区水沢三丁目7番1号          |                                                               |
| 第38回 (2021年12月19日) | 横浜市立中田小学校     | 横浜市泉区中田南四丁目4番1号          |                                                               |
| 第39回 (2021年12月26日) | 相模原市立作の口小学校 | 相模原市緑区下九沢459番地1号          |                                                               |
| 第40回 (2022年1月2日)   | （コーナー休止）       |                                       |                                                               |
| 第41回 (2022年1月9日)   | 横浜市立桜岡小学校     | 横浜市港南区大久保一丁目6番43号       |                                                               |
| 第42回 (2022年1月16日)  | 大和市立引地台中学校   | 大和市柳橋四丁目5050番地              |                                                               |
| 第43回 (2022年1月23日)  | 葉山町立葉山小学校     | 三浦郡葉山町堀内2050番1号             |                                                               |
| 第44回 (2022年1月30日)  | 横浜市立子安小学校     | 横浜市神奈川区新子安一丁目36番1号     |                                                               |
| 第45回 (2022年2月6日)   | 横須賀市立鷹取小学校   | 横須賀市湘南鷹取四丁目7番1号          |                                                               |
| 第46回 (2022年2月13日)  | 三浦市立剣崎小学校     | 三浦市南下浦町松輪1710番地            |                                                               |
| 第47回 (2022年2月20日)  | 茅ヶ崎市立香川小学校   | 茅ヶ崎市香川一丁目33番1号             |                                                               |
| 第48回 (2022年2月27日)  | 横浜市立帷子小学校     | 横浜市保土ケ谷区川辺町65番地1号       |                                                               |
| 第49回 (2022年3月6日)   | 鎌倉市立深沢小学校     | 鎌倉市梶原一丁目11番1号               |                                                               |
| 第50回 (2022年3月13日)  | 南足柄市立向田小学校   | 南足柄市向田555番地                   |                                                               |

| 放送回 (放送年月日)     | 小・中学校名                 | 所在地                                | 備考                                                                         |
| ----------------------- | ---------------------------- | ------------------------------------- | ---------------------------------------------------------------------------- |
| 第51回 (2022年3月20日)  | 川崎市立有馬中学校           | 川崎市宮前区有馬七丁目7番1号          |                                                                              |
| 第52回 (2022年3月27日)  | 横浜市立緑園東小学校（当時） | （2022年3月末閉校）                   | 2022年4月、同地に横浜市立緑園義務教育学校が開校                              |
| 第53回 (2022年4月3日)   | 横浜市立宮田中学校           | 横浜市保土ケ谷区宮田町一丁目100番地   |                                                                              |
| 第54回 (2022年4月10日)  | 厚木市立戸田小学校           | 厚木市戸田545番地                     |                                                                              |
| 第55回 (2022年4月17日)  | 茅ヶ崎市立梅田小学校         | 茅ヶ崎市茅ヶ崎一丁目6番1号            |                                                                              |
| 第56回 (2022年4月24日)  | 旧・南足柄市立北足柄小学校   | （2022年3月末閉校）                   |                                                                              |
| 第57回 (2022年5月1日)   | 横浜市立つつじが丘小学校     | 横浜市青葉区つつじが丘34番地          |                                                                              |
| 第58回 (2022年5月8日)   | 横浜市立八景小学校           | 横浜市金沢区泥亀一丁目21番2号         |                                                                              |
| 第59回 (2022年5月15日)  | 秦野市立渋沢小学校           | 秦野市渋沢上一丁目12番1号             |                                                                              |
| 第60回 (2022年5月22日)  | 山北町立川村小学校           | 足柄上郡山北町山北1002番地            |                                                                              |
| 第61回 (2022年5月29日)  | 横浜市立日吉台西中学校       | 横浜市港北区日吉本町五丁目44番1号     |                                                                              |
| 第62回 (2022年6月5日)   | 横須賀市立豊島小学校         | 横須賀市上町三丁目21番地              |                                                                              |
| 第63回 (2022年6月12日)  | 横浜市立日野小学校           | 横浜市港南区日野七丁目11番1号         |                                                                              |
| 第64回 (2022年6月19日)  | 横浜市立神大寺小学校         | 横浜市神奈川区神大寺三丁目34番1号     |                                                                              |
| 第65回 (2022年6月26日)  | 綾瀬市立春日台中学校         | 綾瀬市吉岡393番1号                    |                                                                              |
| 第66回 (2022年7月3日)   | 松田町立寄小学校             | 足柄上郡松田町寄2540番地              |                                                                              |
| 第67回 (2022年7月10日)  | 平塚市立岡崎小学校           | 平塚市岡崎3430番地                    |                                                                              |
| 第68回 (2022年7月17日)  | 川崎市立幸町小学校           | 川崎市幸区中幸町二丁目17番地          |                                                                              |
| 第69回 (2022年7月24日)  | （コーナー休止）             |                                       |                                                                              |
| 第70回 (2022年7月31日)  | 横須賀市立横須賀総合高等学校 | 横須賀市久里浜六丁目1番1号            |                                                                              |
| 第71回 (2022年8月7日)   | 小田原市立酒匂小学校         | 小田原市酒匂五丁目15番3号             |                                                                              |
| 第72回 (2022年8月14日)  | （コーナー休止）             |                                       |                                                                              |
| 第73回 (2022年8月21日)  | 藤沢市立高谷小学校           | 藤沢市高谷9番1号                      |                                                                              |
| 第74回 (2022年8月28日)  | 海老名市立杉本小学校         | 海老名市国分北四丁目10番1号           |                                                                              |
| 第75回 (2022年9月4日)   | 横浜市立浜小学校             | 横浜市磯子区磯子台23番1号             |                                                                              |
| 第76回 (2022年9月11日)  | 川崎市立川崎中学校           | 川崎市川崎区下並木50番地              |                                                                              |
| 第77回 (2022年9月18日)  | 相模原市立相模台小学校       | 相模原市南区南台六丁目5番1号          |                                                                              |
| 第78回 (2022年9月25日)  | 南足柄市立福沢小学校         | 南足柄市千津島632番地                 |                                                                              |
| 第79回 (2022年10月2日)  | 小田原市立富水小学校         | 小田原市飯田岡481番地                 |                                                                              |
| 第80回 (2022年10月9日)  | 横須賀市立明浜小学校         | 横須賀市久里浜六丁目7番1号            |                                                                              |
| 第81回 (2022年10月16日) | 厚木市立厚木小学校           | 厚木市寿町三丁目15番34号              |                                                                              |
| 第82回 (2022年10月23日) | 横浜市立今宿小学校           | 横浜市旭区今宿東町829番地             |                                                                              |
| 第83回 (2022年10月30日) | 横浜市立坂本小学校           | 横浜市保土ケ谷区坂本町6番地           |                                                                              |
| 第84回 (2022年11月6日)  | 横浜市立富士見台小学校       | 横浜市保土ケ谷区岩井町307番地         |                                                                              |
| 第85回 (2022年11月13日) | 海老名市立柏ケ谷中学校       | 海老名市柏ケ谷一丁目13番1号           |                                                                              |
| 第86回 (2022年11月20日) | 湯河原町立湯河原小学校       | 足柄下郡湯河原町宮上11番地            |                                                                              |
| 第87回 (2022年11月27日) | 平塚市立崇善小学校           | 平塚市浅間町4番3号                    |                                                                              |
| 第88回 (2022年12月4日)  | 横浜市立瀬谷第二小学校       | 横浜市瀬谷区橋戸二丁目41番1号         |                                                                              |
| 第89回 (2022年12月11日) | 寒川町立小谷小学校           | 高座郡寒川町小谷四丁目5番1号          |                                                                              |
| 第90回 (2022年12月18日) | 広島市立原小学校             | 広島県広島市安佐南区西原六丁目29番6号 | ゲストがアンガールズ山根だったため、山根の母校の校歌をコーナー内にて流した。 |
| 第91回 (2022年12月25日) | 横浜市立都岡小学校           | 横浜市旭区都岡町4番8号                |                                                                              |
| 第92回 (2023年1月8日)   | 横浜市立蒔田小学校           | 横浜市南区蒔田町1020番地              |                                                                              |
| 第93回 (2023年1月15日)  | 秦野市立末広小学校           | 秦野市末広町6番6号                    |                                                                              |
| 第94回 (2023年1月22日)  | 真鶴町立まなづる小学校       | 足柄下郡真鶴町真鶴543番地             |                                                                              |
| 第95回 (2023年1月29日)  | 横浜市立二俣川小学校         | 横浜市旭区二俣川一丁目33番地          |                                                                              |
| 第96回 (2023年2月5日)   | 厚木市立厚木第二小学校       | 厚木市旭町五丁目38番1号               |                                                                              |
| 第97回 (2023年2月12日)  | 川崎市立住吉小学校           | 川崎市中原区木月祗園町17番1号         |                                                                              |
| 第98回 (2023年2月19日)  | 横浜市立川和東小学校         | 横浜市都筑区富士見が丘21番2号         |                                                                              |
| 第99回 (2023年2月26日)  | 平塚市立山下小学校           | 平塚市山下三丁目25番1号               |                                                                              |
| 第100回 (2023年3月5日)  | 横須賀市立追浜小学校         | 横須賀市鷹取二丁目16番1号             |                                                                              |

| 放送回 (放送年月日)      | 小・中学校名                   | 所在地                             | 備考 |
| ------------------------ | ------------------------------ | ---------------------------------- | ---- |
| 第101回 (2023年3月12日)  | 南足柄市立岩原小学校           | 南足柄市岩原310番地                |      |
| 第102回 (2023年3月19日)  | 伊勢原市立大田小学校           | 伊勢原市下谷1471番1号              |      |
| 第103回 (2023年3月26日)  | 茅ヶ崎市立小出小学校           | 茅ヶ崎市芹沢944番地                |      |
| 第104回 (2023年4月2日)   | 横浜市立東台小学校             | 横浜市鶴見区東寺尾東台12番1号      |      |
| 第105回 (2023年4月9日)   | 厚木市立玉川小学校             | 厚木市七沢150番1号                 |      |
| 第106回 (2023年4月16日)  | 南足柄市立南足柄小学校         | 南足柄市関本400番地                |      |
| 第107回 (2023年4月23日)  | 横浜市立南瀬谷小学校           | 横浜市瀬谷区南瀬谷一丁目1番1号     |      |
| 第108回 (2023年4月30日)  | 厚木市立愛甲小学校             | 厚木市愛甲西一丁目17番1号          |      |
| 第109回 (2023年5月7日)   | （コーナー休止）               |                                    |      |
| 第110回 (2023年5月14日)  | 平塚市立大野中学校             | 平塚市東中原一丁目12番1号          |      |
| 第111回 (2023年5月21日)  | 横浜市立屏風浦小学校           | 横浜市磯子区森三丁目11番1号        |      |
| 第112回 (2023年5月28日)  | 相模原市立相武台小学校         | 相模原市南区相武台団地二丁目5番1号 |      |
| 第113回 (2023年6月4日)   | 相模原市立相模台中学校         | 相模原市南区桜台20番1号            |      |
| 第114回 (2023年6月11日)  | 厚木市立緑ヶ丘小学校           | 厚木市緑ヶ丘四丁目1番1号           |      |
| 第115回 (2023年6月18日)  | 横浜市立市場小学校             | 横浜市鶴見区元宮一丁目13番1号      |      |
| 第116回 (2023年6月25日)  | 鎌倉市立深沢中学校             | 鎌倉市梶原一丁目14番1号            |      |
| 第117回 (2023年7月2日)   | 横浜市立新橋小学校             | 横浜市泉区新橋町909番地            |      |
| 第118回 (2023年7月9日)   | 湯河原市立湯河原中学校         | 足柄下郡湯河原町吉浜1576番31号     |      |
| 第119回 (2023年7月16日)  | 横浜市立初音が丘小学校         | 横浜市保土ケ谷区藤塚町1番1号       |      |
| 第120回 (2023年7月23日)  | 横浜市立浦島小学校             | 横浜市神奈川区浦島丘16番地         |      |
| 第121回 (2023年7月30日)  | 横浜市立公田小学校             | 横浜市栄区公田町354番3号           |      |
| 第122回 (2023年8月6日)   | （コーナー休止）               |                                    |      |
| 第123回 (2023年8月13日)  | 二宮町立一色小学校             | 中郡二宮町百合が丘二丁目7番地      |      |
| 第124回 (2023年8月20日)  | 横浜市立大道中学校             | 横浜市金沢区大道一丁目85番1号      |      |
| 第125回 (2023年8月27日)  | 横須賀学院小学校               | 横須賀市稲岡町82番地               |      |
| 第126回 (2023年9月3日)   | 相模原市立上溝小学校           | 相模原市中央区上溝七丁目6番1号     |      |
| 第127回 (2023年9月10日)  | 横浜市立あざみ野第二小学校     | 横浜市青葉区あざみ野三丁目29番3号  |      |
| 第128回 (2023年9月17日)  | 横浜市立市沢小学校             | 横浜市旭区市沢町781番地            |      |
| 第129回 (2023年9月24日)  | 海老名市立門沢橋小学校         | 海老名市門沢橋一丁目19番1号        |      |
| 第130回 (2023年10月1日)  | 川崎市立登戸小学校             | 川崎市多摩区登戸1329番地           |      |
| 第131回 (2023年10月8日)  | 横浜市立山内小学校             | 横浜市青葉区新石川一丁目20番1号    |      |
| 第132回 (2023年10月15日) | 横浜市立阿久和小学校           | 横浜市瀬谷区阿久和南四丁目8番2号   |      |
| 第133回 (2023年10月22日) | 横浜市立元石川小学校           | 横浜市青葉区美しが丘四丁目31番1号  |      |
| 第134回 (2023年10月29日) | 寒川町立一之宮小学校           | 高座郡寒川町一之宮七丁目3番1号     |      |
| 第135回 (2023年11月5日)  | 横浜市立戸塚小学校             | 横浜市戸塚区戸塚町132番地          |      |
| 第136回 (2023年11月12日) | 秦野市立上小学校               | 秦野市柳川25番3号                  |      |
| 第137回 (2023年11月19日) | 横浜市立鉄小学校               | 横浜市青葉区鉄町427番地            |      |
| 第138回 (2023年11月26日) | 横浜市立釜利谷小学校           | 横浜市金沢区釜利谷東6丁目37番1号   |      |
| 第139回 (2023年12月3日)  | 小田原市立国府津小学校         | 小田原市国府津2485番地             |      |
| 第140回 (2023年12月10日) | 三浦市立三崎中学校             | 三浦市三崎町六合45番1号            |      |
| 第141回 (2023年12月17日) | 横浜市立権太坂小学校           | 横浜市保土ケ谷区権太坂二丁目4番1号 |      |
| 第142回 (2023年12月24日) | 川崎市立新城小学校             | 川崎市中原区下新城1丁目15番1号     |      |
| 第143回 (2024年1月7日)   | 横浜市立太田小学校             | 横浜市南区三春台42番地             |      |
| 第144回 (2024年1月14日)  | 横浜市立みなとみらい本町小学校 | 横浜市西区高島一丁目2番3号         |      |
| 第145回 (2024年1月21日)  | 厚木市立相川中学校             | 厚木市酒井1981番1号                |      |
| 第146回 (2024年1月28日)  | 愛川町立中津小学校             | 愛甲郡愛川町中津544番地            |      |
| 第147回 (2024年2月4日)   | 鎌倉市立西鎌倉小学校           | 鎌倉市津1069番地                   |      |
| 第148回 (2024年2月11日)  | 相模原市立千木良小学校         | 相模原市緑区千木良103番地          |      |
| 第149回 (2024年2月18日)  | 平塚市立みずほ小学校           | 平塚市北金目二丁目39番1号          |      |
| 第150回 (2024年2月25日)  | 愛川町立愛川町中学校           | 愛甲郡愛川町田代1395番地           |      |

| 放送回 (放送年月日)      | 小・中学校名             | 所在地                             | 備考 |
| ------------------------ | ------------------------ | ---------------------------------- | --- |
| 第151回 (2024年3月3日)   | 秦野市立堀川小学校       | 秦野市堀川105番3号                 | |
| 第152回 (2024年3月10日)  | 逗子市立小坪小学校       | 逗子市小坪三丁目6番1号             | |
| 第153回 (2024年3月17日)  | 横浜市立相武山小学校     | 横浜市港南区上永谷一丁目7番5号     | |
| 第154回 (2024年3月24日)  | 小田原市立泉中学校       | 小田原市飯田岡22番地               | |
| 第155回 (2024年3月31日)  | 南足柄市立岡本小学校     | 南足柄市塚原1769番地               | |
| 第156回 (2024年4月7日)   | 横浜市立大鳥中学校       | 横浜市中区本牧原22番1号            | |
| 第157回 (2024年4月14日)  | 小田原市立矢作小学校     | 小田原市矢作227番地                | |
| 第158回 (2024年4月21日)  | 秦野市立西小学校         | 秦野市並木町8番1号                 | |
| 第159回 (2024年4月28日)  | 川崎市立東小倉小学校     | 川崎市幸区東小倉1番1号             | |
| 第160回 (2024年5月5日)   | 小田原市立国府津中学校   | 小田原市国府津2372番地             | 公開生放送で国府津中学校の有志合唱団による校歌の生披露が行われた。                                                   |
| 第161回 (2024年5月12日)  | 箱根町立仙石原小学校     | 足柄下郡箱根町仙石原981番地        | |
| 第162回 (2024年5月19日)  | 横浜市立瀬戸ヶ谷小学校   | 横浜市保土ケ谷区瀬戸ヶ谷町243番地  | |
| 第163回 (2024年5月26日)  | 藤沢市立浜見小学校       | 藤沢市辻堂西海岸一丁目4番1号       | |
| 第164回 (2024年6月2日)   | 横浜市立境木中学校       | 横浜市戸塚区平戸三丁目48番2号      | |
| 第165回 (2024年6月9日)   | 茅ヶ崎市立茅ヶ崎小学校   | 茅ヶ崎市共恵一丁目10番23号         | |
| 第166回 (2024年6月16日)  | 小田原市立新玉小学校     | 小田原市浜町二丁目1番20号          | |
| 第167回 (2024年6月23日)  | 横浜市立南本宿小学校     | 横浜市旭区南本宿町79番地           | |
| 第168回 (2024年6月30日)  | 横浜市立みたけ台中学校   | 横浜市青葉区みたけ台30番地         | |
| 第169回 (2024年7月7日)   | 神奈川県立茅ケ崎支援学校 | 茅ヶ崎市西久保29番1号              | |
| 第170回 (2024年7月14日)  | 平塚市立金田小学校       | 平塚市入野514番地                  | |
| 第171回 (2024年7月21日)  | 川崎市立犬蔵小学校       | 川崎市宮前区犬蔵一丁目3番1号       | |
| 第172回 (2024年7月28日)  | （コーナー休止）         |                                    | |
| 第173回 (2024年8月4日)   | 横浜市立保土ケ谷小学校   | 横浜市保土ケ谷区神戸町129番4号     | |
| 第174回 (2024年8月11日)  | （コーナー休止）         |                                    | |
| 第175回 (2024年8月18日)  | 横浜市立西寺尾第二小学校 | 横浜市神奈川区西寺尾二丁目15番1号  | |
| 第176回 (2024年8月25日)  | 川崎市立夢見ヶ崎小学校   | 川崎市幸区南加瀬二丁目13番1号      | |
| 第177回 (2024年9月1日)   | 茅ヶ崎市立汐見台小学校   | 茅ヶ崎市汐見台3番11号              | |
| 第178回 (2024年9月8日)   | 横浜市立長津田第二小学校 | 横浜市緑区長津田町2469番3号        | |
| 第179回 (2024年9月15日)  | 松田町立松田小学校       | 足柄上郡松田町松田庶子204番地      | |
| 第180回 (2024年9月22日)  | 横浜市立二谷小学校       | 横浜市神奈川区平川町11番1号        | |
| 第181回 (2024年9月29日)  | 横浜市立菅田中学校       | 横浜市神奈川区菅田町2017番地       | |
| 第182回 (2024年10月6日)  | 横浜市立舞岡中学校       | 横浜市戸塚区舞岡町226番地          | |
| 第183回 (2024年10月13日) | （コーナー休止）         |                                    | |
| 第184回 (2024年10月20日) | 横浜市立上郷小学校       | 横浜市栄区犬山町6番1号             | |
| 第185回 (2024年10月27日) | 横浜市立平楽中学校       | 横浜市南区平楽1番地                | |
| 第186回 (2024年11月3日)  | 横浜市立緑小学校         | 横浜市緑区鴨居五丁目19番1号        | |
| 第187回 (2024年11月10日) | 横浜市立星川小学校       | 横浜市保土ケ谷区星川三丁目18番1号  | |
| 第188回 (2024年11月17日) | 横浜市立港南台第一中学校 | 横浜市港南区港南台六丁目6番1号     | |
| 第189回 (2024年11月24日) | 横浜市立日吉台小学校     | 横浜市港北区日吉本町一丁目34番21号 | |
| 第190回 (2024年12月1日)  | 大和市立南林間中学校     | 大和市南林間九丁目3番1号           | |
| 第191回 (2024年12月8日)  | 海老名市立海西中学校     | 海老名市さつき町58番地             | |
| 第192回 (2024年12月15日) | （コーナー休止）         |                                    | |
| 第193回 (2024年12月22日) | 西岡中学校校歌           | ラブレターズ                       | みなとみらい KINGDOM WINTER 2024内の公開生放送でラブレターズの『西岡中学校校歌』という楽曲を同コーナー内で紹介した。 |
| 第194回 (2024年12月29日) | 藤沢市立明治中学校       | 藤沢市辻堂新町二丁目13番1号        | |
| 第195回 (2025年1月5日)   | 横浜市立万騎が原中学校   | 横浜市旭区万騎が原31番地           | |
| 第196回 (2025年1月12日)  | 小田原市立報徳小学校     | 小田原市小台405番地                | |
| 第197回 (2025年1月19日)  | 相模原市立若草中学校     | 相模原市南区新磯野2046番地         | |
| 第198回 (2025年1月26日)  | 横浜市立都岡中学校       | 横浜市旭区川井宿町32番2号          | |
| 第199回 (2025年2月2日)   | 横浜市立峯小学校         | 横浜市保土ケ谷区峰岡町一丁目10番地 | |
| 第200回 (2025年2月9日)   | 藤沢市立六会中学校       | 藤沢市亀井野1000番地               | |

| 放送回 (放送年月日)     | 小・中学校名         | 所在地                           | 備考 |
| ----------------------- | -------------------- | -------------------------------- | ---- |
| 第201回 (2025年2月16日) | （コーナー休止）     |                                  |      |
| 第202回 (2025年2月23日) | 茅ヶ崎市立鶴嶺小学校 | 茅ヶ崎市浜之郷477番地            |      |
| 第203回 (2025年3月2日)  | 藤沢市立湘南台中学校 | 藤沢市湘南台七丁目18番1号        |      |
| 第204回 (2025年3月9日)  | 相模原市立青葉小学校 | （2025年3月末閉校）              |      |
| 第205回 (2025年3月16日) | 真鶴町立真鶴中学校   | 足柄下郡真鶴町真鶴1855番地       |      |
| 第206回 (2025年3月23日) | 藤沢市立亀井野小学校 | 藤沢市亀井野三丁目31番地         |      |
| 第207回 (2025年3月30日) | 横浜市立白根小学校   | 横浜市旭区中白根一丁目9番1号     |      |
| 第208回 (2025年4月6日)  | 横浜市立中和田小学校 | 横浜市泉区和泉中央南四丁目9番1号 |      |
| 第209回 (2025年4月13日) | 横浜市立大岡小学校   | 横浜市南区大橋町3丁目49番地      |      |
| 第210回 (2025年4月20日) | 秦野市立南中学校     | 秦野市緑町16番1号                |      |
| 第211回 (2025年4月27日) | 横浜市立金沢中学校   | 横浜市金沢区釜利谷東一丁目1番1号 |      |
| 第212回 (2025年5月4日)  | （コーナー休止）     |                                  |      |
| 第213回 (2025年5月11日) | 平塚市立大住中学校   | 平塚市城所649番地                |      |
| 第214回 (2025年5月18日) | 川崎市立向小学校     | 川崎市川崎区大島四丁目17番1号    |      |
| 第215回 (2025年5月25日) | 横浜市立一本松小学校 | 横浜市西区西戸部町1丁目115番地   |      |
| 第216回 (2025年6月1日)  | 伊勢原市立桜台小学校 | 伊勢原市桜台4丁目16番1号         |      |
| 第217回 (2025年6月8日)  | 横浜市立城郷小学校   | 横浜市港北区鳥山町814番地        |      |
| 第218回 (2025年6月15日) | 横浜市立庄戸小学校   | 横浜市栄区庄戸一丁目15番1号      |      |
| 第219回 (2025年6月22日) | 海老名市立有馬小学校 | 海老名市中河内1784番地           |      |
| 第220回 (2025年6月29日) | 横浜市立大口台小学校 | 横浜市神奈川区大口仲町460番地    |      |
| 第221回 (2025年7月6日)  | 横浜市立斎藤分小学校 | 横浜市神奈川区斎藤分町34番1号    |      |
| 第222回 (2025年7月13日) | 平塚市立港小学校     | 平塚市夕陽ヶ丘22番1号            |      |
| 第223回 (2025年7月20日) | 横浜市立笹下中学校   | 横浜市港南区港南五丁目8番1号     |      |
| 第224回 (2025年7月27日) | 横浜市立中山中学校   | 横浜市緑区寺山町653番21号        |      |
| 第225回 (2025年8月3日)  | 秦野市立大根中学校   | 秦野市南矢名四丁目28番1号        |      |
| 第226回 (2025年8月10日) | （コーナー休止）     |                                  |      |

### 終了したコーナー
- クイズ！となりの気持ち（2021年4月4日 - 5月9日）

リスナー2人以上が1組となり、番組が出題した問題に答える、というリスナー参加型電話企画であった。しかし、参加者が奮わず、コーナー自体が休止される週もあった。第7回放送（2021年5月16日）では、急遽別のコーナーが放送され、その際に、NOLOVから「（このコーナーが）台本からきれいさっぱりに消えて無くなっていた」との発表があり、突然のコーナー終了となった。第8回放送（2021年5月23日）からは、上述の「子供のど自慢　歌って答えて、まんてんクイズ！」が事実上の後継コーナーとしてスタートされた。